# Eudocie Décapolitissa
Pour les articles homonymes, voir Eudoxie et Eudocie.
Eudocie Décapolitissa (grec moderne : Εὐδοκία ἡ Δεκαπολίτισσα) est une impératrice byzantine, épouse de Michel III (r. 842-867), dernier membre de la dynastie amorienne à régner sur l'Empire Romain d'Orient.

## Mariage
Michel III monte sur le trône en 842, alors qu'il n'est encore âgé que de deux ans. Sa mère Théodora et Théoctiste le Logothète gouvernent alors conjointement en tant que régent. En 855, Michel III est âgé de 15 ans. C'est à cette période qu'il rencontre Eudocie Ingérina qui sera sa première maîtresse.
Théodora n'approuve pas cette relation. Elle organise alors une série de rencontres avec des femmes à marier afin de trouver une autre fiancée pour son fils. Eudocie Décapolitissa est l'une des prétendantes qui sont présentées au jeune empereur. Ses origines sont inconnues, même si sa famille devait avoir nécessairement des origines nobles et une position importante à la cour.
Théodora elle-même est sélectionnée comme prétendante par sa belle-mère Euphrosyne, avant que Michel ne soit autorisé à choisir. Eudocie Décapolitissa est finalement celle qui est choisie pour devenir impératrice.

## Impératrice
Michel semble avoir ignoré sa nouvelle épouse la plupart du temps, et aurait continué sa liaison avec Eudocie Ingérina. Dans le même temps, des tensions apparaissent entre Michel et le couple de régents. Celles-ci atteignent leur paroxysme en novembre 855. Michel organise alors un coup d'État. Il fait assassiner Théoctiste le Logothète et retire à Théodora son titre de régente. L'oncle maternel de Michel, Bardas, qui l'avait soutenu lors du coup d'État, la remplace en tant que régent.
Au début de 856, Michel III envoie ses sœurs survivantes dans un monastère. Le 15 mars 856, Théodora est dépossédée de son titre d'Augusta. Elle est néanmoins autorisée à rester dans le palais. L'année suivante, elle est néanmoins accusée d'avoir conspiré contre son fils et est forcée de rejoindre ses filles en tant que nonne (probablement en août ou septembre 857).
Le statut d'Eudocie Décapolitissa au cours de ces événements reste inconnue. Juridiquement parlant, elle reste l'épouse de Michel III, même si celui-ci continue toujours à l'ignorer. Elle continue d'être l'impératrice jusqu'à l'assassinat de Michel III par Basile Ier le 23 ou 24 septembre 867. Eudocie Décapolitissa, elle, n'est pas inquiétée. Basile Ier lui laisse la vie sauve et lui permet de retourner dans sa famille. Par la suite, son nom n'est pas mentionné dans les documents historiques.

## Sources
- (en) Cet article est partiellement ou en totalité issu de l’article de Wikipédia en anglais intitulé « Eudokia Dekapolitissa » (voir la liste des auteurs).
- Lynda Garland, Byzantine Empresses : Women and Power in Byzantium, AD 527-1204, London and New York, Routledge, 1999,, 343 p. (ISBN 978-0-415-14688-3, lire en ligne).